# Szegedi Csanád
Szegedi Csanád (Miskolc, 1982. szeptember 22. –) volt magyar politikus, előadó, képzőművész,  a Jobbik korábbi tagja (2003–2012), alelnöke (2006–2012) és egykori elnökhelyettese. 2009 és 2014 között az Európai Parlament képviselője volt. Több mint 120 alkalommal szólalt fel Brüsszelben, illetve Strasbourgban. 2012-ben tudomást szerzett zsidó származásáról, ezt követően kilépett a pártból.

## Életpályája
Édesapja Szegedi Miklós pedagógus, nemzetközileg elismert népi iparművész, édesanyja számítástechnikai mérnök. Bátyja Szegedi Márton politikus. Anyai nagyanyja zsidó származású, akit származása miatt 1944-ben Auschwitzba deportáltak, ahonnan élve hazatért. Anyai nagyapja munkaszolgálatosként élte túl a vészkorszakot. Szegedi zsidó származásáról – állítása szerint – 2012-ig nem tudott.
Miskolcon érettségizett, majd a Károli Gáspár Református Egyetem Bölcsészkarán végzett.

## Munkássága
1999 és 2010 között erdélyi utakat szervezett, 2003-ban megalapította a Csalámbozó Magyar Kört. Fontosnak tartotta az ősi magyar nevek gyűjtését, 2002-ben kiadta Magyar Eredetű Keresztnevek Kincsestára című könyvet. 2006-ban megalapította a TURUL ruházati márkát, amelyet 2012-ben felszámolt.

### Jobbik, szakítás a jobboldallal
A Jobbiknak alapításától kezdve tagja volt. 2005 októberétől a 2009-es EP-választásig vezette a Borsod-Abaúj-Zemplén megyei Jobbik alapszervezeteket. 2005 novemberében kinevezték a Határon Túli Magyarok Kabinet elnökének. A 2006-os választásokon Miskolcon volt képviselőjelölt. 2006. november 25-én a Jobbik Tisztújító Kongresszusa a párt országos alelnökének választotta. 2007-ben tagja volt annak a Magyar Gárda Egyesületnek, amely életre hívta a Magyar Gárdát. A 2009. január 11-ére és január 25-ére kiírt, ferencvárosi időközi országgyűlési képviselő-választáson a Jobbik őt indította. Az első fordulóban a párt addigi legjobb eredményét érte el 8,5%-kal
A 2009-es Európai Parlamenti választásokon a Jobbik listájáról jutott be az Európai Parlamentbe.
2010 őszén elindította a rovástábla állítási mozgalmat, amelynek eredményeképpen szerte a Kárpát-medencében több, mint 500 rovásírásos helynévtáblát avattak fel.
2012 júniusában egy a Jövőnk.info hírportálon kiszivárogtatott hangfelvétel arról tanúskodott, hogy Szegedi édesanyja zsidó származású. Pár napra rá Szegedi Csanád maga erősítette meg ezt egy interjúban, hozzátéve, hogy csak 2012 áprilisában lett tudomása édesanyja származásáról.
2012. július 30-án Szegedi a pártból való kilépésről határozott. A Magyar Narancs hetilapnak adott interjúban azt nyilatkozta a Jobbikból való kilépésével kapcsolatban: „Az rémisztett meg a legjobban, hogy szembe találtam magamat magammal: kirekesztőből kirekesztett lettem! Hirtelen megéreztem, milyen a »másik oldalon« lenni. Azt gondolom, ez hozta el bennem a fordulatot.”
2012 augusztusában felkereste Köves Slomó rabbit, akitől elnézést kért a korábbi, a zsidóságot esetlegesen sértő kifejezések használata miatt. 2012-ben elvégezte a Zsidó Tudományok Szabadegyetemének nyári kurzusát.
2013 folyamán ellátogatott feleségével Izraelbe, ahol Oberlander Báruch rabbi társaságában megtekintették Jeruzsálemben a holokauszt borzalmait bemutató Jad Vasem Múzeumot és ellátogattak a Siratófalhoz.
2014. január 15-én Strasbourgban, európai parlamenti felszólalásában – elismerve szélsőséges múltját – elhatárolódott a Jobbiktól, valamint az antiszemitizmus és a rasszizmus elleni fellépésre szólította fel képviselőtársait és a görög elnökséget. Több európai parlamenti felszólalásában támogatta Izrael és az EU szorosabb együttműködését.
2014 februárjában levelet írt az Európai Bizottságnak, amelyben többek között ezt írta: „Az antiszemitizmus és a rasszizmus romba dönti mindazt a pozitív álmot, amelyet a békés, fejlődő Európa képes nyújtani az európai embereknek, és amely az európai kultúrán keresztül példát mutathat az emberiségnek.” „A magyarországi Jobbik és a görög Arany Hajnal megnyilvánulásai magukban hordozzák az erőszakot, mások kirekesztését és az antiszemitizmust is, amelyekre az Európai Unióban számos példát látunk nap mint nap.”
2014 májusában egy Manchesterben élő holokauszttúlélővel ellátogatott Auschwitzba, ahol több napot töltött, hogy tanulmányozza a náci haláltábor történetét. 2014 júliusában publicisztikát jelentetett meg „Kell a Jobbikba egy díszzsidó” címmel, amelyben többek között kifejti: „Nem lesz attól senki sem kevésbé »jó magyar«, ha reggelente imaszíjat köt vagy böjtöl Jóm kippurkor.”
2015 nyarán a Hír24.hu portálnak ezt nyilatkozta: „Egyszerű srác vagyok, aki belekerült egy szinte példátlan életszituációba, amit próbál tisztességesen megoldani. Az utókor majd eldönti, jól teszem-e, amit teszek.”
A számára addig ismeretlen zsidó gyökereinek felkutatásáról, ezzel kapcsolatos belső utazásáról 2016-ban dokumentumfilm készült Keep Quiet címmel.

### Képzőművészet
2013 őszén a képzőművészet felé fordult. Több spirituális, bibliai témájú festményt készített. Festményeinek visszatérő elemei a meditáció, kabbala, judaizmus, misztikum, transzcendencia.

### Előadások
2014 tavasza óta előadásokat tart saját történetéről, az abban rejlő egyetemes tanulságokról Magyarországon és külföldön egyaránt. Magyarországon elsősorban iskolákban fiataloknak tart előadást, hogy saját példáján keresztül elmagyarázza a diákoknak: ne engedjenek teret életükben a gyűlöletnek. Külföldön főleg az EU-ban, az USA-ban, Kanadában és Dél-Afrikában tart előadásokat. Előadásaiban keverednek a drámai, ironikus és humoros elemek.[forrás?]

### Könyvei
- Szegedi Csanád. Magyar eredetű keresztnevek teljes tára – Több mint 8400 ősi magyar eredetű név, 180. o. (2002)
- Szegedi Csanád. Hiszek Magyarország feltámadásában. Budapest: Szkíta Hadúr Kft., 316. o. (2012). ISBN 978-963-89544-0-4